# Marisa Clara
Marisa Clara (* 10. April 1989 in Bruneck) ist eine ehemalige italienische Naturbahnrodlerin. Neben mehreren Podestplätzen im Interkontinentalcup erreichte sie einen fünften Platz im Weltcup und zwei vierte Plätze bei Junioreneuropameisterschaften.

## Karriere
Clara nahm von 2004 bis 2007 an internationalen Juniorenmeisterschaften teil. Ihre besten Resultate waren zwei vierte Plätze bei der Junioreneuropameisterschaft 2005 in Kandalakscha und der Junioreneuropameisterschaft 2007 in St. Sebastian, wo sie die Medaillenränge nur um vier Hundertstelsekunden verfehlte. Bei der Juniorenweltmeisterschaft 2006 in Garmisch-Partenkirchen wurde sie Fünfte.
Im Interkontinentalcup erreichte Clara in den Saisonen 2004/2005 und 2005/2006 jeweils den dritten Gesamtrang. Ihren einzigen Sieg feierte sie am 13. Januar 2006 im polnischen Krynica-Zdrój. Im Weltcup war Clara nur einmal am Start: Zu Beginn der Saison 2007/2008 erzielte sie in Moos in Passeier den fünften Platz. Nach 2008 nahm sie an keinen Wettkämpfen mehr teil.

## Sportliche Erfolge

### Juniorenweltmeisterschaften
- Kindberg 2004: 9. Einsitzer
- Garmisch-Partenkirchen 2006: 5. Einsitzer

### Junioreneuropameisterschaften
- Kandalakscha 2005: 4. Einsitzer
- St. Sebastian 2007: 4. Einsitzer

### Weltcup
- Eine Platzierung unter den besten fünf